# 圣塔姆马罗
圣塔姆马罗（義大利語：San Tammaro），是意大利卡塞塔省的一个市镇。总面积36平方公里，人口5039人，人口密度140.0人/平方公里（2009年）。ISTAT代码为061085。